# Buri (neto de Chagatai)
Buri (em mongol: Бүри; romaniz.: Büri) foi um nobre mongol do século XIII, filho de Mutucã e neto de Chagatai Cã. Em 1235, o grão-cã Oguedai Cã (r. 1229–1241) o enviou com os seus primos Mangu e Guiuque para lutar na campanha contra os quipechaques e os seus aliados. Em um banquete, após os primeiros sucessos, esteve entre os que ridicularizaram Batu Cã o chamando de fraco efeminado.  Em 1241, comandou a parte do exército mongol que confrontou os saxões na Transilvânia.Em 1252, na revolução que pôs Mangu no trono, Buri foi entregue pelo grão-cã a Batu, que o executou.